# Фредерик (Оклахома)
Фредерик (англ. Frederick) — город и административный центр округа Тилмен в штате Оклахома в Соединённых Штатах Америки.
По данным переписи населения США 2020 года, число жителей города составляло 3 тысячи 468 человек.

## История
Город Фредерик в основном сельскохозяйственное сообщество, где выращивают пшеницу, хлопок и разводят крупный рогатый скот. Во Фредерике находятся три молочных фермы, промышленный парк площадью 1400 акров и региональный аэропорт, в котором находятся отреставрированные ангары времен Второй мировой войны, в которых размещается демонстрационная группа воздушно-десантных войск.
В апреле 1905 года Фредерик посетил тогдашний президент США Теодор Рузвельт, когда он охотился на волков.

## География
По данным Бюро переписи населения США, город имеет общую площадь 5,0 квадратных миль (13 км2), из которых 5,0 квадратных миль (13 км2) — это суша и 0,2 % — водная поверхность.